# فونسيكا
خوان فيرناندو فونسيكا (بالإسبانية: Juan Fernando Fonseca)‏ ويعرف فنيا باسم فونسيكا (بالإسبانية: Fonseca)‏ (29 مايو 1979 ببوغوتا، كولومبيا)، هو مغني، كاتب أغاني وملحن كولومبي. منذ صغره وهو يحلم أن يصبح مغني.
درس الموسيقى في كلية باركلي للموسيقى ببوسطن، الولايات المتحدة.
أصدر أول ألبوم له سنة 2001 باسم فونسيكا والذي اشتهر في بلده. ألبومه الثاني جاء بإصم قلب (بالإسبانية: Corazón)‏ أصدره سنة 2005، وثالثهم باسم امتتان (بالإسبانية: Gratitud)‏ سنة 2008. وبعد ذلك فسخ عقده مع إيمي كابيتول، ليوقع مع سوني للترفيه الموسيقي ويطلق رابع ألبوماته وهم (بالإسبانية: Ilusión)‏ سنة 2011.

## ديسكوغرافيا
| السنة | الإسم   | الإسم الأصلي |
| ----- | ------- | ------------ |
| 2002  | فونسيكا | Fonseca      |
| 2005  | قلب     | Corazón      |
| 2008  | امتتان  | Gratitud     |
| 2011  | وهم     | Ilusión      |
| 2015  | اتصال   | Conexión     |

## الجوائز والترشيحات
| السنة | الجائزة               | العمل             | الفئة                     | النتيجة |
| ----- | --------------------- | ----------------- | ------------------------- | ------- |
| 2012  | جائزة غرامي           | وهم               | أفضل ألبوم بوب لاتيني     | رُشِّح     |
| 2006  | جائزة غرامي اللاتينية | قلب               | أفضل ألبوم استوائي معاصر  | رُشِّح     |
| 2006  | جائزة غرامي اللاتينية | التحكم بالزهور    | أفضل أغنية استوائية       | فوز     |
| 2008  | جائزة غرامي اللاتينية | امتتان            | أفضل ألبوم استوائي معاصر  | رُشِّح     |
| 2009  | جائزة غرامي اللاتينية | الحمامة الموسيقية | أفضل ألبوم لاتيني للأطفال | فوز     |
| 2010  | جائزة غرامي اللاتينية | كن بعيدا          | أفضل أغنية استوائية       | رُشِّح     |
| 2012  | جائزة غرامي اللاتينية | وهم               | أفضل ألبوم استوائي        | فوز     |
| 2012  | جائزة غرامي اللاتينية | منذ لم تكن        | أفضل أغنية استوائية       | رُشِّح     |
| 2014  | جائزة غرامي اللاتينية | سيمفوني           | أفضل ألبوم للسنة          | رُشِّح     |
| 2014  | جائزة غرامي اللاتينية | سيمفوني           | أفضل ألبوم بوب تقليدي     | فوز     |